# La florista de la Reina
La florista de la Reina es una obra de teatro de Luis Fernández Ardavín, escrita en 1936 y estrenada en 1940.

## Argumento
Ambientada en la España de 1897, bajo la regencia de María Cristina de Habsburgo-Lorena, la obra cuenta las desgracias de Flor, una humilde florista y sus amores y posterior matrimonio con un hombre gravemente enfermo de tisis. Tras superar la enfermedad y conocer el éxito como escritor, se enamora de una conocida y bella actriz.

## Estreno
- Teatro Español, Madrid, 23 de marzo de 1940.
  - Intérpretes: María Guerrero López, Mary Carrillo, Hortensia Gelabert, Lina Santamaría, Ricardo Juste, Pedro Codina, Juan Beringola.

## Cine
Existe una versión cinematográfica homónima, dirigida en 1940 por Eusebio Fernández Ardavín, hermano del autor, y protagonizada por María Guerrero López, Alfredo Mayo, Ana Mariscal y Jesús Tordesillas.